# Santa María Aranzazú
Santa María Aranzazú är en ort i Mexiko.   Den ligger i kommunen Villa Guerrero och delstaten Mexiko, i den sydöstra delen av landet, 70 km sydväst om huvudstaden Mexico City. Santa María Aranzazú ligger 2 309 meter över havet och antalet invånare är 2 633.
Terrängen runt Santa María Aranzazú är huvudsakligen kuperad, men åt nordväst är den bergig. Terrängen runt Santa María Aranzazú sluttar söderut. Runt Santa María Aranzazú är det ganska tätbefolkat, med 207 invånare per kvadratkilometer. Närmaste större samhälle är Villa Guerrero, 3,1 km söder om Santa María Aranzazú. Omgivningarna runt Santa María Aranzazú är en mosaik av jordbruksmark och naturlig växtlighet.